# Habitatge al carrer de l'Hospital, 33 (Reus)
L'Habitatge al carrer de l'Hospital, 33, és un edifici del municipi de Reus (Baix Camp) inclòs en l'Inventari del Patrimoni Arquitectònic de Catalunya com a Bé Cultural d'Interès Local.

## Descripció
És un edifici força senzill, al carrer de l'Hospital, de façana de pedra després arrebossada imitant grans carreus ben escairats. Fa cantonada amb el carrer d'Hortensi Güell, on manté la simetria de la façana. Destaquem sobretot l'entrada del carrer de l'Hospital a la planta baixa, on hi ha un arc molt rebaixat que a la clau té un escut on hi ha gravada la data de 1763, molt possiblement any de la construcció o acabament de les obres de l'antic edifici. Just a sobre de la porta trobem una obertura, un balcó amb barana de ferro forjat bastant simple, obertura que es repeteix al pis superior. Les obertures de la planta baixa, ara convertides en aparadors d'un comerç, tenen totes la seva correspondència simètrica als pisos superiors.